# Anochetus goodmani
Anochetus goodmani es una especie de hormiga carnívora del género Anochetus, categorizada en la tribu Ponerini, de la subfamilia Ponerinae. Fue descrita por Fisher en 2008.

## Distribución
Se distribuye por África: Madagascar.

## Hábitat
Habita en el bosque lluvioso, seco tropical y perturbado, en la selva tropical, debajo de piedras, la hojarasca, nidos y sobre troncos podridos. Se ha encontrado a elevaciones de 30 hasta 960 m s. n. m.